# Diritto all'abitazione
(Articolo 25 della Dichiarazione universale dei diritti umani)
Il diritto all'abitazione (conosciuto anche come "diritto alla casa" oppure "diritto all'alloggio") è il diritto economico, sociale e culturale ad un adeguato alloggio e riparo. È presente in molte costituzioni nazionali, nella Dichiarazione universale dei diritti dell'uomo e nella Convenzione internazionale sui diritti economici, sociali e culturali art. 31, uno dei primi documenti a farne menzione esplicita, nel Trattato di Lisbona art. 34.3.

## Definizione
Il diritto all'abitazione viene riconosciuto in una serie di trattati internazionali sui diritti umani: l'articolo 25 della Dichiarazione universale dei diritti dell'uomo e l'articolo 11 della Convenzione internazionale sui diritti economici, sociali e culturali (ICESCR) riconoscono il diritto alla casa come parte del diritto ad un adeguato standard di vita.
Nel diritto internazionale dei diritti umani, il diritto all'abitazione è considerato un diritto indipendente; infatti il Commento Generale n.4/1991 sull'adeguato alloggio approvato dal Comitato delle Nazioni Unite sui diritti economici, sociali e culturali fornisce un'interpretazione autorevole in termini legali e ai sensi del diritto internazionale.
I Principi di Yogyakarta sull'applicazione del diritto internazionale dei diritti umani in materia di orientamento sessuale ed identità di genere afferma che "ognuno ha il diritto ad un alloggio adeguato, compresa la protezione dallo sfratto, senza discriminazioni e che gli Stati membri devono
1. prendere tutte le necessarie misure legislative, amministrative e di altro tipo per garantire la sicurezza del possesso e per l'accesso a prezzi convenienti per case abitabili, accessibili, culturalmente appropriate e sicure, comprese i ripari ed altri alloggi di emergenza, senza discriminazioni derivanti dall'orientamento sessuale, identità di genere o dallo status materiale o familiare;
2. adottare tutti i provvedimenti legislativi, amministrativi e altre misure per vietare l'esecuzione di sfratti che non siano conformi agli obblighi internazionali sui diritti umani e garantire che i rimedi legali idonei siano adeguati, efficaci e disponibili per colui che ritenga che il diritto alla protezione contro gli sfratti forzati è stato violato o è sotto la minaccia di violazione, compreso il diritto di reinsediamento, che include il diritto ad una alternativa di migliore o uguale qualità e ad un alloggio adeguato, senza discriminazioni.

Il diritto alla casa è altresì sancito anche dall'articolo 28 della Convenzione ONU per i diritti delle persone con disabilità, dall'articolo 16 della Carta sociale europea (articolo 31 della Carta sociale europea riveduta) e nella Carta africana dei diritti dell'uomo e dei popoli.
Secondo il Comitato delle Nazioni Unite sui diritti economici, sociali e culturali, gli aspetti del diritto alla casa includono: la sicurezza legale del possesso; la disponibilità di servizi, materiali, strutture e infrastrutture; l'accessibilità; l'abitabilità; l'adeguatezza della posizione e della culturale.
Come obiettivo politico, il diritto alla casa è stato dichiarato nel celebre discorso del 1944 di Franklin Delano Roosevelt sul Second Bill of Rights, ed è sostenuto da varie associazioni di cittadini.
La disciplina francese e tedesca della locazione abitativa costruiscono dagli anni '80 un modello di locazione a tempo indeterminato con recesso del locatore solo per giusta causa, in cui il diritto all'abitazione è trattato come un diritto soggettivo perfetto, essendo
il locatario destinato a essere maggiormente tutelato quale parte contrattuale debole rispetto al locatore.
La Corte europea dei diritti dell'uomo ha considerato che la perdita dell'abitazione costituisce una violazione al diritto al rispetto del(la libertà di) domicilio (Carta dei diritti fondamentali dell'Unione europea art. 7) e che qualsiasi persona che rischi di esserne vittima avrebbe diritto, in linea di principio, a poter far esaminare la proporzionalità di tale misura (v. sentenze Corte EDU, McCann c. Regno Unito, n. 19009/04, § 50, CEDU 2998, e Rousk c. Svezia, n. 27183/04, § 137)..

## Nel mondo

### Italia
Nella Costituzione italiana il diritto all'abitazione è richiamato all'art. 47 e in ripetute sentenze della Consulta:
- "è doveroso da parte della collettività intera impedire che delle persone possano rimanere prive di abitazione" (n. 49/1987);
- "Il diritto all'abitazione rientra infatti, fra i requisiti essenziali caratterizzanti la socialità cui si conforma lo Stato democratico voluto dalla Costituzione" (Corte cost., sent. n. 217 del 1988);
- "il diritto a una abitazione dignitosa rientra, innegabilmente, fra i diritti fondamentali della persona" (Corte cost. sent. n. 119 del 24 marzo 1999);
- "Creare le condizioni minime di uno Stato sociale, concorrere a garantire al maggior numero di cittadini possibile un fondamentale diritto sociale, quale quello all'abitazione, contribuire a che la vita di ogni persona rifletta ogni giorno e sotto ogni aspetto l'immagine universale della dignità umana, sono compiti cui lo Stato non può abdicare in nessun caso" (Corte cost. sent. n. 217 del 25 febbraio 1988);
- "indubbiamente l'abitazione costituisce, per la sua fondamentale importanza nella vita dell'individuo, un bene primario che deve essere adeguatamente e concretamente tutelato dalla legge" (sentenza n. 252 del 1983)

Con sentenze 310/03 e 155/04 il blocco degli sfratti è dichiarato giustificato solo in quanto di carattere transitorio e per "esigenze di approntamento delle misure atte ad incrementare la disponibilità di edilizia abitativa per i meno abbienti in situazioni di particolari difficoltà", senza che esso possa tradursi in una eccessiva compressione dei diritti del proprietario, interamente onerato dei costi relativi alla soddisfazione di tale diritto.
Anche il diritto internazionale ed europeo convergono nell'affermare che il diritto alla casa spetta alle persone e non solo ai cittadini, considerando le sue condizioni di povertà e di disagio in senso generale.
La Legge n. 69/2013, modificando l’art. 76 del co. 2, DPR n. 602/73, ha introdotto l'impignorabilità della prima casa da parte dell'Agenzia delle Entrate per debiti inferiori ai 140.000 euro. L'immobile deve essere l'unica abitazione civile disponibile in cui risiede anagraficamente il nucleo familiare e non deve essere accatastata come bene di lusso. Nessun limite è invece previsto per la pignorabilità della prima casa a favore di banche, finanziarie e assicurazioni.
Negli anni Settanta Giorgio La Pira decretò la requisizione delle case sfitte per motivi di pubblica utilità, sulla base di una legge del 1865 che dava facoltà ai sindaci di requisire qualsiasi proprietà privata in situazioni di emergenza o per motivi di ordine pubblico.
Il Ddl Sicurezza del settembre 2024, in via di approvazione nel Parlamento, sta introducendo all'art. 634 bis c.p. il nuovo reato di occupazione abusiva di immobile, punito da 2 a 7 anni di reclusione e con una multa da 1.000 a 5.000 euro, prevedendo una procedura d'urgenza per la reintegrazione nel possesso dell'immobile a favore del proprietario.